# Comandos Infantes de Marina
La Agrupación de Comandos de Infantería de Marina fue una unidad de operaciones especiales de la Armada de Chile

## Historia

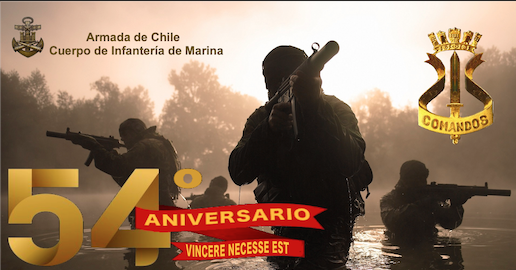
Afiche aniversario de la creación de los Comandos de Infantería de Marina.

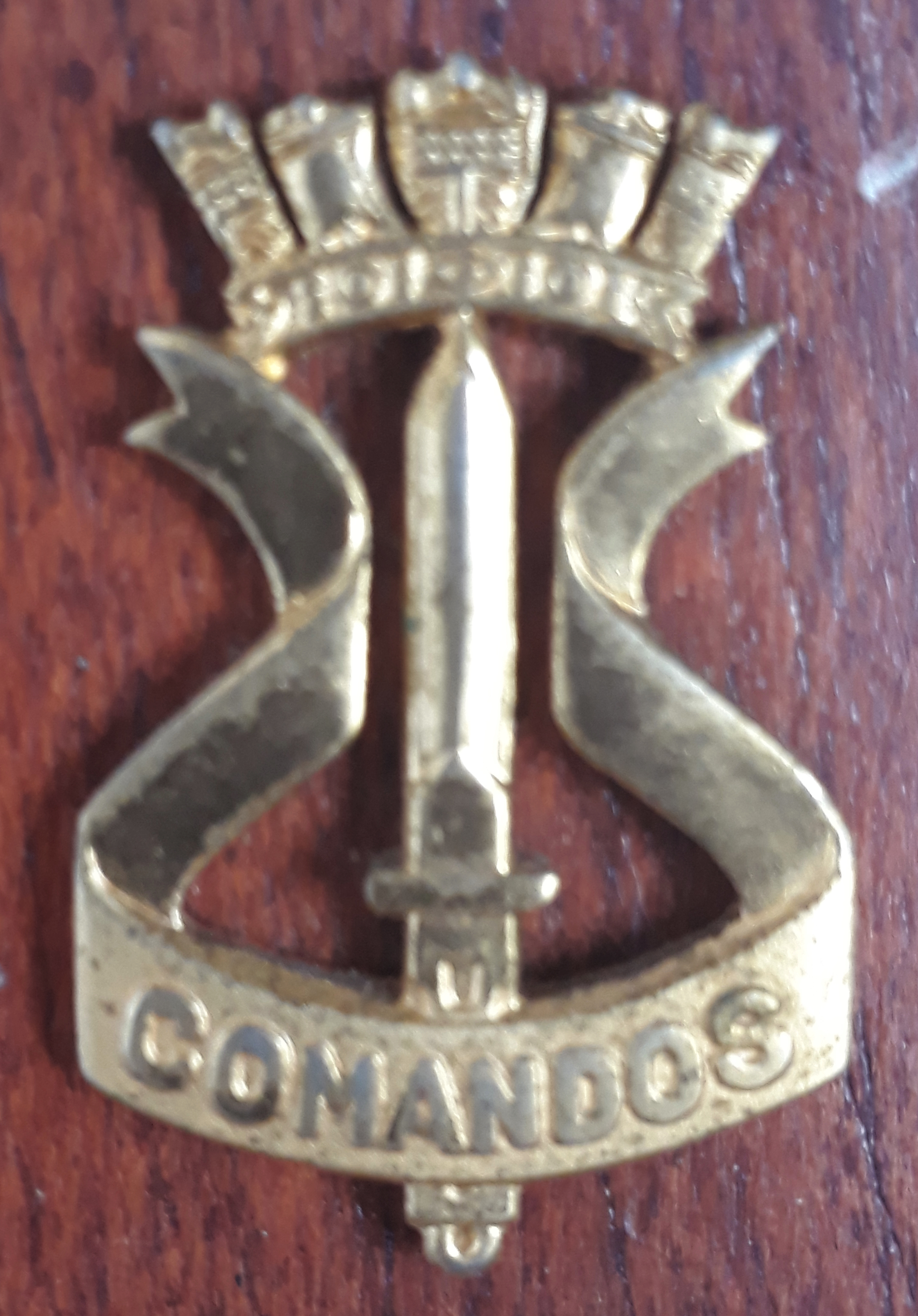
Piocha Comandos de Infantería de Marina de Chile

La Agrupación de Comandos de Infantería de Marina de la Armada de Chile fue creada el 1 de enero de 1986, ante la necesidad de contar con fuerzas capaces de desarrollar operaciones especiales como contribución a la estrategia marítima.
La Agrupación de Comandos I.M Nº51 fue una de las dos fuerzas especiales de la Armada de Chile y tenía como propósito efectuar operaciones especiales que demande la guerra en el mar. Esta unidad estaba formada por un grupo selecto de Infantes de Marina y su actividad principal fue prepararse para el combate a través de un intenso entrenamiento. Constituyen una de las mejores tropas con que cuentan las Fuerzas Armadas de Chile y su entrenamiento lo efectúan con un alto grado de reserva, por lo que muy poco se conoce de ellos.

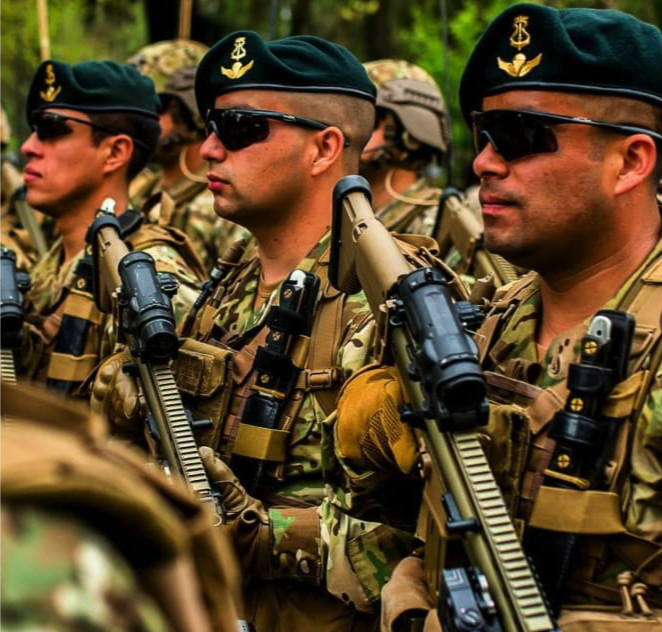
Comandos de Infantería de Marina en desfile de las Glorias del Ejército de Chile.

Otro propósito de la Agrupación de Comandos I.M Nº51 fue entrenar sus unidades para ser empleadas tras las líneas enemigas, lo que permitió capacitarlas en técnicas tales como: empleo de botes de asalto, paracaidismo, buceo, demoliciones, montañismo, combate cuerpo a cuerpo y la utilización de diversas armas y medios para ser insertados en territorio hostil y cumplir las misiones que le son asignadas en cualquier condición de clima y terreno.
La formación se hizo en la Escuela de Infantería de Marina y el curso de duración de más de 6 meses.

## Actualidad
Esta unidad fue parte del Cuerpo de Infantería de Marina (Chile) hasta el año 2006, año en que la Armada de Chile creó el Comando de Fuerzas Especiales que agrupa a esta unidad y al Comando de Buzos Tácticos, como La Fuerza Especial de la Armada, dando origen a una organización más potente y centralizada dependiente del Comando de Operaciones Navales.

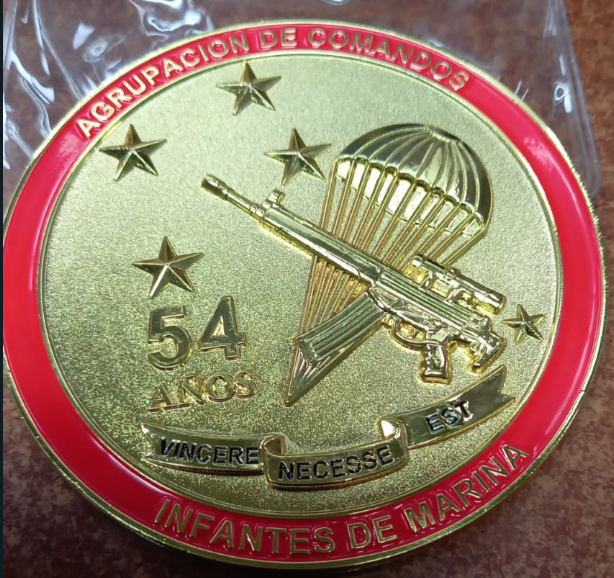
Medallón conmemorativo del aniversario de la creación de los Comandos de Infantería de Marina

## Enlace
- Wikimedia Commons alberga una categoría multimedia sobre Comandos Infantes de Marina.
- Armada de Chile

- Datos: Q5778476
- Multimedia: Comandos Infantes de Marina / Q5778476